# Mošeja Vazir Kana
Mošeja Vazir Kan (pandžabsko وزیر خاں مسیت‎, latinizirano: Wazīr Khã Masīt; {{Langx|ur|مسجد وزیر خان‎|Masjid Wazīr) je mogulska mošeja iz 17. stoletja v mestu Lahore, Pandžab, Pakistan. Mošejo so zgradili med vladavino mogulskega cesarja Šaha Džahana kot del sklopa stavb, ki je vključeval tudi bližnje kopališče Šahi Hamam. Gradnja mošeje Vazir Kana se je začela leta 1634 n. št. in je bila dokončana leta 1641. Je na poskusnem Unescovem seznamu svetovne dediščine.
Mošeja Vazir Kan, ki velja za najbolj bogato okrašeno mošejo iz mogulske dobe, je znana po svojih zapletenih ploščicah iz fajanse, znanih kot kaši-kari, pa tudi po notranjih površinah, ki so skoraj v celoti okrašene z dovršenimi freskami iz mogulske dobe. Mošeja je bila v obsežni obnovi od leta 2009 pod vodstvom sklada Aga Khan za kulturo in vlade Pandžaba s prispevki vlad Nemčije, Norveške in Združenih držav.

## Lokacija
Mošeja stoji v obzidanem mestu Lahore ob južni strani lahorske ulice Šahi Guzargah ali 'Kraljeve ceste', ki je bila tradicionalna pot, ki so jo prehodili mogulski plemiči na poti do kraljevih rezidenc v trdnjavi Lahore. Mošeja stoji približno 260 metrov zahodno od Delhijskih vrat, kjer je Šahi Hamam mošeje. Mošeja gleda tudi na mestni trg, znan kot Vazir Kan Čovk, in vrata Čitta. V mošeji je svetišče svetega Sakhija Saifa Soufa.

## Ozadje
Mošejo je dal zgraditi glavni zdravnik mogulskega dvora Hakeem Ilam-ud-din Ansari, bolj znan po svojem kraljevem nazivu Vazir Kan. Vazir Kan je pozneje postal subahdar ali podkralj Pandžaba in je naročil več spomenikov v Lahoreju. Vazir Kan je imel v lasti znatne količine premoženja v bližini Delhijskih vrat in je leta 1634 dal zgraditi mošejo Vazir Kan, da bi ogradil grobnico Mirana Badšaha, cenjenega sufijskega svetnika, čigar grobnica zdaj leži na dvorišču mošeje. Pred gradnjo mošeje Vazir Kan je bilo na tem mestu starejše svetišče svetnika.
Notranjost mošeje je bila bogato okrašena s freskami, ki združujejo mogulsko in lokalno okrasno tradicijo, medtem ko je bila zunanjost mošeje bogato okrašena z zapletenimi ploščicami kaši-kari v perzijskem slogu. Vazir Kanova mošeja je nadomestila starejšo mošejo Marjam Zamani kot glavna mošeja Lahoreja za kongregacijske petkove molitve.
Vazir Kanova mošeja je bila del večjega kompleksa, ki je vključeval vrsto trgovin, tradicionalno rezerviranih za kaligrafe in knjigovezce, ter mestni trg pred glavnim vhodom v mošejo. Mošeja je tudi dajala v najem prostor drugim vrstam trgovcev na severnem in vzhodnem pročelju mošeje in vodila bližnji Šahi Hamam. Prihodki iz teh virov naj bi služili kot vakuf ali dotacija za vzdrževanje mošeje.
Glavna gradnja mošeje se je začela pod vladavino mogulskega cesarja Šaha Džahana leta 1634 ali 1635 in je bila dokončana v približno sedmih letih. V poznih 1880-ih je John Lockwood Kipling, oče Rudyarda Kiplinga, pisal o mošeji in njenih dekorativnih elementih v nekdanjem Journal of Indian Art. Britanski učenjak Fred Henry Andrews je leta 1903 opazil, da je mošeja propadla.

## Arhitektura
Mošeja je zgrajena na dvignjenem podstavku, z glavnim portalom, ki se odpira na Vazir Kan Čovk. Zunanji obseg mošeje meri 85 m krat 48 m, z dolgo osjo, ki je vzporedna s Šahi Guzargah. Zgrajena je bila iz opeke, položene v kankarsko apno.

### Dekorativni elementi
Mošeja je znana po svoji dovršeni okrasitvi v slogu, ki izhaja iz okrasne tradicije iz več regij. Medtem ko so drugi spomeniki v Lahoreju iz obdobja Šaha Džahana opremljeni z zapletenimi ploščicami kaši-kari, se nobeden ne ujema z ogromnim obsegom mošeje Vazir Kana.

### Struktura
Opeke, obrnjene proti zunanjosti mošeje, so bogato okrašene v perzijskem slogu, znanim kot kaši-kari. Fasade, obrnjene proti notranjemu dvorišču, so bogato okrašene z motivi in paleto, ki prikazuje močne vplive iz Perzije iz 17. stoletja. Uporabljene barve v perzijskem slogu so lajvard (kobaltno modra), firozi (cerulean), bela, zelena, oranžna, rumena in vijolična, medtem ko motivi pod perzijskim vplivom vključujejo zvezdaste rože in vinske trte. Mošeja vsebuje tudi motive cipres in je prvi mogulski spomenik, ki si je ta motiv izposodil iz Perzije.
Fasada vhodnega portala, ki gleda na Vazir Kan Čovk, je okrašena z dovršenimi ploščicami in kaligrafijo, ki vključuje verze iz Korana, izreke preroka Mohameda, molitve za preroka in kaligrafske znake. Nad vhodnim ivanom v glavno molitveno dvorano so verzi iz koranske sure Al-Bakara, ki jih je napisal kaligraf Hadži Jusaf Kašmiri.

### Freske
Za razliko od sodobne mošeje Šaha Džahana v Sindu so notranje stene mošeje Vazir Kana ometane in okrašene z zelo podrobnimi buon freskami. Notranji dekorativni slog je edinstven za mošeje iz obdobja Mogulov, saj združuje cesarske elemente z lokalni pandžabski dekorativni slogi. Glavna molitvena dvorana vsebuje kvadratni paviljon, nad katerim počiva največja kupola mošeje - perzijska oblika, znana kot Čar Tak. Na spodnji strani kupole so freske, ki prikazujejo drevesa v parih, vrče z vinom in krožnike s sadjem, ki so aluzija na islamski koncept raja.

### Arhitekturni okraski
Obokana niša na vhodu v mošejo, obrnjena proti trgu, je bogato okrašena s cvetličnimi motivi in predstavlja enega prvih primerov muqarnas v Lahoreju – arhitekturnega elementa, ki ga najdemo v Alhambri v Španiji, pa tudi na več cesarskih mošejah v Iranu. Nizke kupole nad molitveno dvorano odražajo slog prejšnje dinastije Lodi, ki je vladala Lahoreju pred mogulsko dobo.

## Postavitev

### Vhod
V mošejo se vstopi skozi velik ivan v timuridskem slogu čez manjši portal, ki gleda na trg. Ivan je obdan z dvema štrlečima balkonoma. Nad ivanom je arabska islamska izjava vere, napisana v zapletenih ploščicah. Plošče, ki obkrožajo ivan, vsebujejo perzijske štirivrstičnice, ki jih je napisal kaligraf Mohamed Ali, ki je bil učenec sufijskega svetnika Miana Mira. Plošča na desni strani ivana se glasi:
Vsem, ki se v molitvi obrnejo proti kibli, naj ta vrata ostanejo na stežaj odprta z blaginjo do dneva vstajenja.
Medtem ko na plošči levo od ivana piše:
Tillers! Vse, kar sejemo na tem svetu, bomo želi na naslednjem. Postavite dobre temelje v tem življenju, saj mora vsak skozi ta vrata v raj.
Vstop skozi majhen portal vodi v pokrito osmerokotno dvorano, ki leži v središču mošejskega 'Kaligrafskega bazarja'. Osmerokotna komora leži v središču tega, kar je prvi primer srednjeazijskega koncepta bazarja čarsu ali štiriosni bazar, ki naj bi ga uvedli v južno Azijo. Dve od štirih osi sta poravnani kot Kaligrafski bazar, medtem ko sta drugi dve poravnani v ravni črti od vstopnega portala mošeje do središča glavne molitvene dvorane.

### Dvorišče
Prehod skozi portal in osmerokotno dvorano vodi v osrednje dvorišče mošeje. Dvorišče meri približno 48 × 40 m in ima visoke obokane galerije, ki obdajajo osrednje tlakovano dvorišče - tipična značilnost imperialnih perzijskih mošej v Iranu.
Na dvorišču mošeje je bazen, ki se uporablja za islamsko obredno umivanje vudu, ki meri 10 × 10 m. Na dvorišču je podzemna kripta, ki vsebuje grobnico sufijskega svetnika Sjeda Mohameda Išaka Gazrunija iz 14. stoletja, znanega tudi pod imenom Miran Badšah.
Dvorišče na štirih straneh obdaja 32 khan ali majhnih študentskih sob za verske učenjake. Štirje 32 m visoki minareti mošeje so v vsakem kotu dvorišča.

### Glavna molitvena dvorana
Molitvena dvorana mošeje leži na skrajnem zahodnem delu mesta in je dolga približno 40 m in široka 13 m. Razdeljena je na pet delov, ki so poravnani v en sam dolg hodnik, ki poteka od severa proti jugu, podobno kot molitvena dvorana v starejši mošeji Marijam Zamani Begum.
Osrednji del molitvene dvorane pokriva 9,5 m visoka kupola s premerom 7 m, ki počiva na štirih lokih, ki tvorijo kvadratni paviljon - perzijska arhitekturna oblika, znana kot Čar Tak. Preostali del v molitveni dvorani je na vrhu 6,5 m visoka kupola s premerom 5,8 m, zgrajena v slogu, podobnem tistemu iz prejšnje dinastije Lodi. Najsevernejši in najjužnejši del vsebujeta tudi majhne celice, v katerih so spiralna stopnišča, ki vodijo na streho.
Stene notranjosti molitvene dvorane so okrašene tudi s kaligrafijo v arabščini in perzijščini. Vsaka stena je nadalje razdeljena in vsebuje edinstvene mozaične vzorce. Akustične lastnosti kupole omogočajo, da se imamova pridiga projicira čez dvorišče mošeje.

## Ohranjanje
Kompleks mošeje je uvrščen na seznam zaščitenih spomenikov arheološkega oddelka Pandžaba. Leta 1993 je bilo mesto dodano na Unescov poskusni seznam za status svetovne dediščine. Leta 2004 je vlada Pandžaba začela z ohranjanjem in obnovo mošeje. Leta 2007 je sklad Aga Khan za kulturo sodeloval z vlado Pandžaba pri obnovi spomenika, leta 2009 pa je začel dvoletno poglobljeno raziskavo mošeje kot del večjih prizadevanj za obnovo obzidanega mesta Lahore. Leta 2015 je bilo  mesto preslikano v 3D s partnerstvom med Lahore University of Management Sciences in Agencijo Združenih držav za mednarodni razvoj.

### Obnova
Restavratorska dela v mošeji Vazir Kana so se začela leta 2004.
Leta 2012 sta vlada Pandžaba in Aga Khan Trust za kulturo začela pilotni projekt ohranjanja mest in izboljšanja infrastrukture—projekt Šahi Guzargah, ki je obnovil del ulice med mošejo in Delhijskimi vrati. Projekt je bil zaključen leta 2015 s podporo vlad Norveške in Združenih držav Amerike.
Pred zaključkom prve faze projekta so v okolico mošeje Vazir Kana posegle nezakonito postavljene trgovine, ki so velik del mošeje blokirale od soseske. Prepleteni daljnovodi so dodatno pokvarili pogled na mošejo, trg pa je bil močno zanemarjen in se je zmanjšal zaradi nezakonito zgrajenih trgovin. V prvi fazi projekta so odstranili nezakonito zgrajene trgovine in obnovili pogled na mošejo. Trg je bil obsežno saniran z odstranitvijo posegov, medtem ko je bil vodnjak Dina Nath obnovljen. Električni vodi vzdolž projektnega koridorja so bili prav tako postavljeni pod zemljo, vrata Čitta na vzhodnem vhodu na trg pa so bila obnovljena.